# Liste der Netzflüglerartigen und Schnabelfliegen Österreichs
Die Liste der Netzflüglerartigen und Schnabelfliegen Österreichs enthält die in Österreich vorkommenden Netzflüglerartigen (also die Kamelhalsfliegen, die Großflügler und die Netzflügler) und die Schnabelfliegen. Es werden alle 131 Arten aufgelistet, von denen das österreichische Umweltbundesamt den RL-Status in der Roten Liste gefährdeter Tierarten angibt.
In Österreich wurde im Jahr 2005 der Gefährdungsstatus der Netzflüglerartigen (Neuropteren) und Schnabelfliegen zuletzt evaluiert. Bei der IUCN und in der Roten Liste Österreichs gibt es folgende Gefährdungsstatus:
| Status | IUCN                                                  | Rote Liste Österreich |
| ------ | ----------------------------------------------------- | --- |
|        | ausgestorben (engl. extinct)                          | Ein Taxon gilt als ausgestorben, wenn kein begründeter Zweifel besteht, dass das letzte Individuum tot ist. Ein Taxon gilt aus ausgestorben, wenn erschöpfende Erhebungen im bekannten oder vermuteten Lebensraum, zu geeigneten Tages- und Jahreszeiten über das gesamte ehemalige Verbreitungsgebiet keine Individuennachweise erbrachten. Die Erhebungen sollten sich über einen Zeitrahmen erstrecken, die dem Lebenszyklus und Lebensformtyp des Taxons angemessen ist. |
|        | in der Natur ausgestorben (engl. extinct in the wild) | Es gibt lediglich Individuen in Kultur, in Gefangenschaft oder in eingebürgerten Populationen außerhalb des natürlichen Verbreitungsgebietes. |
| 0RE    | regional ausgestorben (engl. regionally extinct)      | Ein Taxon gilt als regional ausgestorben, wenn kein begründeter Zweifel besteht, dass das letzte fortpflanzungsfähige Individuum in Österreich tot oder verschwunden ist, oder, im Falle einer früheren Gastart, Individuen das österreichische Gebiet nicht mehr aufsuchen. |
|        | vom Aussterben bedroht (engl. critically endangered)  | 50 % Aussterbenswahrscheinlichkeit in 10 Jahren oder 3 Generationen (maximal 100 Jahre). |
|        | stark gefährdet (engl. endangered)                    | 20 % Aussterbenswahrscheinlichkeit in 20 Jahren oder 5 Generationen (maximal 100 Jahre). |
|        | gefährdet (engl. vulnerable)                          | 10 % Aussterbenswahrscheinlichkeit in 100 Jahren. |
|        | potenziell gefährdet (engl. near threatened)          | Weniger als 10 % Aussterbenswahrscheinlichkeit in 100 Jahren, aber negative Bestandsentwicklung und hohe Aussterbensgefahr in Teilen des Gebietes. |
|        | nicht gefährdet (engl. least concern)                 | Weniger als 10 % Aussterbenswahrscheinlichkeit in 100 Jahren, weitere Attribute wie unter NT treffen nicht zu. |
|        | ungenügende Datengrundlage (engl. data deficient)     | Die vorliegenden Daten lassen keine Einstufung in die einzelnen Kategorien zu. |
|        | nicht beurteilt (engl. not evaluated)                 | Die Art wurde nicht eingestuft. |

Die folgende Tabelle zeigt für jede Netzflügler- und Schnabelfliegen-Art Österreichs, sofern vorhanden, je ein aussagekräftiges Bild, ein Bild des Weibchens, ein Bild des Männchens, ein Bild eines aufgespannten Specimens und ein Bild der Larve (bei den Ameisenjungfern auch Ameisenlöwen und bei den Florfliegen auch Blattlauslöwen genannt). Zusätzlich werden die (nicht so häufig existenten) deutschen Namen, die wissenschaftlichen Namen, die Erstbeschreiber (Autoren), die Wikidata-Links (die farbigen Balken) und die Gefährdungsstatus des österreichischen Umweltbundesamts angegeben. Die Gefährdungsstatus der IUCN wird nicht angegeben, da bei keiner einzigen dieser Arten ein Status vorhanden ist, also bei jeder Art  stehen müsste.
| in der Tabelle vorkommende Familien                               |
| ----------------------------------------------------------------- |
| Ordnung: Kamelhalsfliegen, Familie: Raphidiidae                   |
| Ordnung: Großflügler, Familie: Schlammfliegen (Sialidae)          |
| Ordnung: Netzflügler, Familie: Ameisenjungfern (Myrmeleontidae)   |
| Ordnung: Netzflügler, Familie: Florfliegen (Chrysopidae)          |
| Ordnung: Netzflügler, Familie: Bachhafte (Osmylidae)              |
| Ordnung: Netzflügler, Familie: Schmetterlingshafte (Ascalaphidae) |
| Ordnung: Netzflügler, Familie: Schwammhafte (Sisyridae)           |
| Ordnung: Netzflügler, Familie: Staubhafte (Coniopterygidae)       |
| Ordnung: Netzflügler, Familie: Taghafte (Hemerobiidae)            |
| Ordnung: Netzflügler, Familie: Schwammhafte (Sisyridae)           |
| Ordnung: Netzflügler, Familie: Schwammhafte (Sisyridae)           |
| Ordnung: Schnabelfliegen, Familie: Mückenhafte (Bittacidae)       |
| Ordnung: Schnabelfliegen, Familie: Winterhafte (Boreidae)         |
| Ordnung: Schnabelfliegen, Familie: Skorpionsfliegen (Panorpidae)  |

## Ordnung:Kamelhalsfliegen–  Raphidioptera
| Bild                 | deutscher Name                                              | wissenschaftlicher Name, Autor und Wikidata-Link | Weibchen                               | Männchen                               | Specimen                             | Larve                      | RL-Status |
| -------------------- | ----------------------------------------------------------- | ------------------------------------------------ | -------------------------------------- | -------------------------------------- | ------------------------------------ | -------------------------- | --------- |
| Familie: Raphidiidae |                                                             |                                                  |                                        |                                        |                                      |                            |           |
| weitere Bilder       |                                                             | Dichrostigma flavipes (Stein, 1863)              |                                        |                                        |                                      |                            | NT        |
| weitere Bilder       |                                                             | Inocellia crassicornis (Schummel, 1832)          |                                        |                                        | Inocellia crassicornis – Specimen    |                            | NT        |
| weitere Bilder       |                                                             | Ornatoraphidia flavilabris (Costa, 1855)         | Ornatoraphidia flavilabris – Weibchen  |                                        |                                      |                            | LC        |
|                      |                                                             | Parainocellia braueri (Albarda, 1891)            |                                        |                                        |                                      |                            | VU        |
| weitere Bilder       | Große Kamelhalsfliege                                       | Phaeostigma major (Burmeister, 1839)             | Phaeostigma major – Weibchen           |                                        |                                      |                            | NT        |
| weitere Bilder       | Markante Kamelhalsfliege, Kenntliche Kamelhalsfliege        | Phaeostigma notata (Fabricius, 1781)             |                                        |                                        | Phaeostigma notata – Specimen        | Phaeostigma notata – Larve | LC        |
| weitere Bilder       |                                                             | Puncha ratzeburgi (Brauer, 1876)                 |                                        |                                        | Puncha ratzeburgi – Specimen         |                            | NT        |
| weitere Bilder       | Schlangenköpfige Kamelhalsfliege                            | Raphidia ophiopsis ophiopsis Linnaeus, 1758      | Raphidia ophiopsis – Weibchen          |                                        | Raphidia ophiopsis – Specimen        |                            | NT        |
|                      |                                                             | Raphidia ulrikae H. Aspöck, 1964                 |                                        |                                        |                                      |                            | VU        |
| weitere Bilder       |                                                             | Subilla confinis (Stephens, 1836)                |                                        |                                        |                                      |                            | CR        |
| weitere Bilder       | Schwarzhalsige Kamelhalsfliege, Schwarzhals-Kamelhalsfliege | Venustoraphidia nigricollis (Albarda, 1891)      | Venustoraphidia nigricollis – Weibchen | Venustoraphidia nigricollis – Männchen |                                      |                            | CR        |
| weitere Bilder       |                                                             | Xanthostigma xanthostigma (Schummel, 1832)       |                                        |                                        | Xanthostigma xanthostigma – Specimen |                            | LC        |

## Ordnung:Großflügler– Megaloptera
| Bild                               | deutscher Name                                  | wissenschaftlicher Name, Autor und Wikidata-Link | Weibchen                  | Männchen | Specimen                     | Larve                  | RL-Status |
| ---------------------------------- | ----------------------------------------------- | ------------------------------------------------ | ------------------------- | -------- | ---------------------------- | ---------------------- | --------- |
| Familie: Schlammfliegen (Sialidae) |                                                 |                                                  |                           |          |                              |                        |           |
| weitere Bilder                     | Fluss-Schlammfliege                             | Sialis fuliginosa F. Pictet, 1836                |                           |          | Sialis fuliginosa – Specimen |                        | NT        |
| weitere Bilder                     | Gemeine Schlammfliege, Gemeine Wasserflorfliege | Sialis lutaria (Linnaeus, 1758)                  | Sialis lutaria – Weibchen |          | Sialis lutaria – Specimen    | Sialis lutaria – Larve | LC        |
| weitere Bilder                     | Schwarzfüßige Schlammfliege                     | Sialis nigripes E. Pictet, 1865                  |                           |          |                              |                        | VU        |

## Ordnung:Netzflügler– Neuroptera
| Bild                                        | deutscher Name                                                  | wissenschaftlicher Name, Autor und Wikidata-Link                                            | Weibchen                            | Männchen                          | Specimen                              | Larve                            | RL-Status |
| ------------------------------------------- | --------------------------------------------------------------- | ------------------------------------------------------------------------------------------- | ----------------------------------- | --------------------------------- | ------------------------------------- | -------------------------------- | --------- |
| Familie: Ameisenjungfern (Myrmeleontidae)   |                                                                 |                                                                                             |                                     |                                   |                                       |                                  |           |
| weitere Bilder                              |                                                                 | Acanthaclisis occitanica (Villers, 1789)                                                    |                                     |                                   |                                       |                                  | RE        |
| weitere Bilder                              | Panther-Ameisenjungfer                                          | Dendroleon pantherinus (Fabricius, 1787)                                                    |                                     |                                   |                                       | Dendroleon pantherinus – Larve   | NT        |
| weitere Bilder                              | Vierfleckige Ameisenjungfer                                     | Distoleon tetragrammicus (Fabricius, 1798)                                                  | Distoleon tetragrammicus – Weibchen |                                   |                                       | Distoleon tetragrammicus – Larve | VU        |
| weitere Bilder                              | Geflecktflüglige Ameisenjungfer                                 | Euroleon nostras (Geoffroy in Fourcroy, 1785)                                               |                                     |                                   | Euroleon nostras – Specimen           | Euroleon nostras – Larve         | LC        |
| weitere Bilder                              |                                                                 | Megistopus flavicornis (Rossi, 1790)                                                        |                                     |                                   |                                       |                                  | EN        |
| weitere Bilder                              | Dünen-Ameisenjungfer                                            | Myrmeleon bore (Tjeder, 1941)                                                               |                                     |                                   | Myrmeleon bore – Specimen             | Myrmeleon bore – Larve           | VU        |
| weitere Bilder                              | Gemeine Ameisenjungfer, Gewöhnliche Ameisenjungfer, Ameisenlöwe | Myrmeleon formicarius Linnaeus, 1767                                                        |                                     |                                   | Myrmeleon formicarius – Specimen      | Myrmeleon formicarius – Larve    | LC        |
| weitere Bilder                              |                                                                 | Myrmeleon inconspicuus Rambur, 1842                                                         |                                     |                                   | Myrmeleon inconspicuus – Specimen     |                                  | CR        |
| Familie: Florfliegen (Chrysopidae)          |                                                                 |                                                                                             |                                     |                                   |                                       |                                  |           |
| weitere Bilder                              |                                                                 | Apertochrysa prasina, Syn.: Pseudomallada prasinus, Dichochrysa prasina (Burmeister, 1839)  |                                     |                                   | Apertochrysa prasina – Specimen       |                                  | LC        |
| weitere Bilder                              |                                                                 | Apertochrysa ventralis, Syn.: Pseudomallada ventralis, Dichochrysa ventralis (Curtis, 1834) |                                     |                                   | Apertochrysa ventralis – Specimen     |                                  | LC        |
| weitere Bilder                              |                                                                 | Chrysopa abbreviata Curtis, 1834                                                            |                                     |                                   | Chrysopa abbreviata – Specimen        |                                  | LC        |
| weitere Bilder                              |                                                                 | Chrysopa commata Kis & Ujhelyi, 1965                                                        |                                     |                                   | Chrysopa commata – Specimen           |                                  | NT        |
| weitere Bilder                              | Kiefern-Florfliege                                              | Chrysopa dorsalis Burmeister, 1839                                                          |                                     |                                   | Chrysopa dorsalis – Specimen          |                                  | LC        |
| weitere Bilder                              |                                                                 | Chrysopa formosa Brauer, 1851                                                               |                                     |                                   | Chrysopa formosa – Specimen           |                                  | NT        |
|                                             |                                                                 | Chrysopa hungarica Klapálek, 1899                                                           |                                     |                                   |                                       |                                  | CR        |
| weitere Bilder                              |                                                                 | Chrysopa nigricostata Brauer, 1851                                                          |                                     |                                   |                                       |                                  | NT        |
| weitere Bilder                              |                                                                 | Chrysopa pallens (Rambur, 1838)                                                             |                                     |                                   | Chrysopa pallens – Specimen           |                                  | LC        |
| weitere Bilder                              | Grünes Perlenauge, Perlige Florfliege, Goldauge                 | Chrysopa perla (Linnaeus, 1758)                                                             | Chrysopa perla – Weibchen           | Chrysopa perla – Männchen         | Chrysopa perla – Specimen             |                                  | LC        |
| weitere Bilder                              |                                                                 | Chrysopa phyllochroma Wesmael, 1841                                                         |                                     |                                   | Chrysopa phyllochroma – Specimen      |                                  | LC        |
| weitere Bilder                              |                                                                 | Chrysopa viridana Schneider, 1845                                                           |                                     |                                   |                                       |                                  | EN        |
| weitere Bilder                              |                                                                 | Chrysopa walkeri McLachlan, 1893                                                            |                                     |                                   |                                       |                                  | EN        |
| weitere Bilder                              | Gemeine Florfliege, Grüne Florfliege                            | Chrysoperla carnea (Stephens, 1836)                                                         |                                     |                                   | Chrysoperla carnea – Specimen         | Chrysoperla carnea – Larve       | LC        |
| weitere Bilder                              |                                                                 | Chrysoperla lucasina (Lacroix, 1912)                                                        |                                     |                                   |                                       | Chrysoperla lucasina – Larve     | LC        |
| weitere Bilder                              | Mittelmeerflorfliege                                            | Chrysoperla mediterranea (Hölzel, 1972)                                                     |                                     |                                   |                                       | Chrysoperla mediterranea – Larve | LC        |
| weitere Bilder                              | Bewimperte Florfliege                                           | Chrysotropia ciliata (Wesmael, 1841)                                                        |                                     |                                   | Chrysotropia ciliata – Specimen       |                                  | LC        |
| weitere Bilder                              |                                                                 | Cunctochrysa albolineata (Killington, 1935)                                                 |                                     |                                   | Cunctochrysa albolineata – Specimen   |                                  | NT        |
|                                             |                                                                 | Dichochrysa abdominalis (Brauer, 1856)                                                      |                                     |                                   |                                       |                                  | LC        |
|                                             |                                                                 | Dichochrysa flavifrons (Brauer, 1850)                                                       |                                     |                                   |                                       |                                  | LC        |
|                                             |                                                                 | Dichochrysa inornata (Navás, 1901)                                                          |                                     |                                   |                                       |                                  | VU        |
| weitere Bilder                              |                                                                 | Hypochrysa elegans (Burmeister, 1839)                                                       |                                     |                                   |                                       | Hypochrysa elegans – Larve       | LC        |
|                                             |                                                                 | Nineta carinthiaca (Hölzel, 1965)                                                           |                                     |                                   |                                       |                                  | VU        |
| weitere Bilder                              | Gelbliche Florfliege                                            | Nineta flava (Scopoli, 1763)                                                                |                                     |                                   | Nineta flava – Specimen               | Nineta flava – Larve             | LC        |
|                                             |                                                                 | Nineta guadarramensis principiae E. Pictet, 1865                                            |                                     |                                   |                                       |                                  | CR        |
| weitere Bilder                              |                                                                 | Nineta inpunctata (Reuter, 1894)                                                            |                                     |                                   | Nineta inpunctata – Specimen          |                                  | NT        |
| weitere Bilder                              |                                                                 | Nineta pallida (Schneider, 1846)                                                            |                                     |                                   |                                       | Nineta pallida – Larve           | LC        |
| weitere Bilder                              |                                                                 | Nineta vittata (Wesmael, 1841)                                                              |                                     |                                   | Nineta vittata – Specimen             |                                  | LC        |
| weitere Bilder                              |                                                                 | Nothochrysa capitata (Fabricius, 1793)                                                      |                                     |                                   | Nothochrysa capitata – Specimen       |                                  | LC        |
| weitere Bilder                              | Rotköpfige Florfliege                                           | Nothochrysa fulviceps (Stephens, 1836)                                                      |                                     |                                   | Nothochrysa fulviceps – Specimen      |                                  | LC        |
| weitere Bilder                              |                                                                 | Peyerimhoffina gracilis (Schneider, 1851)                                                   |                                     |                                   | Peyerimhoffina gracilis – Specimen    |                                  | LC        |
| Familie: Bachhafte (Osmylidae)              |                                                                 |                                                                                             |                                     |                                   |                                       |                                  |           |
| weitere Bilder                              | Europäischer Bachhaft, Wasserameisenlöwen-Jungfer               | Osmylus fulvicephalus (Scopoli, 1763)                                                       |                                     |                                   | Osmylus fulvicephalus – Specimen      | Osmylus fulvicephalus – Larve    | LC        |
| Familie: Schmetterlingshafte (Ascalaphidae) |                                                                 |                                                                                             |                                     |                                   |                                       |                                  |           |
| weitere Bilder                              | Libellen-Schmetterlingshaft                                     | Libelloides coccajus (Denis & Schiffermüller, 1775)                                         | Libelloides coccajus – Weibchen     | Libelloides coccajus – Männchen   | Libelloides coccajus – Specimen       |                                  | EN        |
| weitere Bilder                              | Östlicher Schmetterlingshaft                                    | Libelloides macaronius (Scopoli, 1763)                                                      | Libelloides macaronius – Weibchen   | Libelloides macaronius – Männchen | Libelloides macaronius – Specimen     |                                  | EN        |
| Familie: Schwammhafte (Sisyridae)           |                                                                 |                                                                                             |                                     |                                   |                                       |                                  |           |
| weitere Bilder                              |                                                                 | Sisyra jutlandica Esben-Petersen, 1915                                                      |                                     |                                   | Sisyra jutlandica – Specimen          |                                  | CR        |
| weitere Bilder                              |                                                                 | Sisyra nigra (Retzius, 1783)                                                                |                                     |                                   | Sisyra nigra – Specimen               |                                  | LC        |
| weitere Bilder                              | Gelbfühlerige Schwammfliege                                     | Sisyra terminalis Curtis, 1854                                                              |                                     |                                   | Sisyra terminalis – Specimen          |                                  | LC        |
| Familie: Staubhafte (Coniopterygidae)       |                                                                 |                                                                                             |                                     |                                   |                                       |                                  |           |
|                                             |                                                                 | Aleuropteryx juniperi Ohm, 1968                                                             |                                     |                                   |                                       |                                  | VU        |
| weitere Bilder                              |                                                                 | Aleuropteryx loewii Klapálek, 1894                                                          |                                     |                                   | Aleuropteryx loewii – Specimen        |                                  | NT        |
|                                             |                                                                 | Coniopteryx arcuata Kis, 1965                                                               |                                     |                                   |                                       |                                  | VU        |
| weitere Bilder                              |                                                                 | Coniopteryx aspoecki Kis, 1967                                                              |                                     |                                   |                                       |                                  | NT        |
| weitere Bilder                              |                                                                 | Coniopteryx borealis Tjeder, 1930                                                           |                                     |                                   | Coniopteryx borealis – Specimen       |                                  | VU        |
|                                             |                                                                 | Coniopteryx drammonti Rousset, 1964                                                         |                                     |                                   |                                       |                                  | VU        |
|                                             |                                                                 | Coniopteryx esbenpeterseni Tjeder, 1930                                                     |                                     |                                   |                                       |                                  | NT        |
|                                             |                                                                 | Coniopteryx haematica McLachlan, 1868                                                       |                                     |                                   |                                       |                                  | LC        |
|                                             |                                                                 | Coniopteryx hoelzeli H. Aspöck, 1964                                                        |                                     |                                   |                                       |                                  | NT        |
|                                             |                                                                 | Coniopteryx lentiae H. Aspöck & U. Aspöck, 1964                                             |                                     |                                   |                                       |                                  | LC        |
| weitere Bilder                              |                                                                 | Coniopteryx pygmaea Enderlein, 1906                                                         |                                     |                                   | Coniopteryx pygmaea – Specimen        |                                  | LC        |
| weitere Bilder                              |                                                                 | Coniopteryx tineiformis Curtis, 1834                                                        |                                     |                                   | Coniopteryx tineiformis – Specimen    |                                  | LC        |
|                                             |                                                                 | Coniopteryx tjederi Kimmins, 1934                                                           |                                     |                                   |                                       |                                  | VU        |
| weitere Bilder                              |                                                                 | Conwentzia pineticola Enderlein, 1905                                                       |                                     |                                   | Conwentzia pineticola – Specimen      |                                  | LC        |
| weitere Bilder                              |                                                                 | Conwentzia psociformis (Curtis, 1834)                                                       |                                     |                                   | Conwentzia psociformis – Specimen     |                                  | LC        |
|                                             |                                                                 | Helicoconis eglini Ohm, 1965                                                                |                                     |                                   |                                       |                                  | CR        |
| weitere Bilder                              |                                                                 | Helicoconis lutea (Wallengren, 1871)                                                        |                                     |                                   | Helicoconis lutea – Specimen          |                                  | LC        |
|                                             |                                                                 | Helicoconis pseudolutea Ohm, 1965                                                           |                                     |                                   |                                       |                                  | NT        |
| weitere Bilder                              |                                                                 | Parasemidalis fuscipennis (Reuter, 1894)                                                    |                                     |                                   | Parasemidalis fuscipennis – Specimen  |                                  | CR        |
| weitere Bilder                              |                                                                 | Semidalis aleyrodiformis (Stephens, 1836)                                                   |                                     |                                   | Semidalis aleyrodiformis – Specimen   |                                  | LC        |
| Familie: Taghafte (Hemerobiidae)            |                                                                 |                                                                                             |                                     |                                   |                                       |                                  |           |
| weitere Bilder                              |                                                                 | Drepanepteryx algida (Erichson in Middendorf, 1851)                                         |                                     |                                   | Drepanepteryx algida – Specimen       |                                  | LC        |
| weitere Bilder                              | Totes Blatt, Sichelflügel-Taghaft, Blattlauslöwe                | Drepanepteryx phalaenoides (Linnaeus, 1758)                                                 |                                     |                                   | Drepanepteryx phalaenoides – Specimen |                                  | LC        |
| weitere Bilder                              |                                                                 | Hemerobius atrifrons McLachlan, 1868                                                        |                                     |                                   | Hemerobius atrifrons – Specimen       |                                  | LC        |
| weitere Bilder                              |                                                                 | Hemerobius contumax Tjeder, 1932                                                            |                                     |                                   | Hemerobius contumax – Specimen        |                                  | LC        |
| weitere Bilder                              |                                                                 | Hemerobius fenestratus Tjeder, 1932                                                         |                                     |                                   | Hemerobius fenestratus – Specimen     |                                  | LC        |
| weitere Bilder                              |                                                                 | Hemerobius gilvus Stein, 1863                                                               |                                     |                                   | Hemerobius gilvus – Specimen          |                                  | LC        |
|                                             |                                                                 | Hemerobius handschini Tjeder, 1957                                                          |                                     |                                   |                                       |                                  | LC        |
| weitere Bilder                              | Gemeiner Taghaft                                                | Hemerobius humulinus Linnaeus, 1758                                                         | Hemerobius humulinus – Weibchen     |                                   | Hemerobius humulinus – Specimen       |                                  | LC        |
| weitere Bilder                              |                                                                 | Hemerobius lutescens Fabricius, 1793                                                        | Hemerobius lutescens – Weibchen     |                                   | Hemerobius lutescens – Specimen       |                                  | LC        |
| weitere Bilder                              |                                                                 | Hemerobius marginatus Stephens, 1836                                                        |                                     |                                   | Hemerobius marginatus – Specimen      |                                  | LC        |
| weitere Bilder                              | Gepunkteter Taghaft, Buchen-Taghaft                             | Hemerobius micans Olivier, 1792                                                             |                                     |                                   | Hemerobius micans – Specimen          |                                  | LC        |
| weitere Bilder                              |                                                                 | Hemerobius nitidulus Fabricius, 1777                                                        |                                     |                                   | Hemerobius nitidulus – Specimen       |                                  | LC        |
| weitere Bilder                              |                                                                 | Hemerobius perelegans Stephens, 1836                                                        |                                     |                                   | Hemerobius perelegans – Specimen      |                                  | LC        |
| weitere Bilder                              |                                                                 | Hemerobius pini Stephens, 1836                                                              |                                     |                                   | Hemerobius pini – Specimen            |                                  | LC        |
|                                             |                                                                 | Hemerobius schedli Hölzel, 1970                                                             |                                     |                                   |                                       |                                  | NT        |
| weitere Bilder                              |                                                                 | Hemerobius simulans Walker, 1853                                                            |                                     |                                   |                                       |                                  | VU        |
| weitere Bilder                              | Rotköpfiger Taghaft                                             | Hemerobius stigma Stephens, 1836                                                            |                                     |                                   | Hemerobius stigma – Specimen          |                                  | LC        |
| weitere Bilder                              | Steirischer Fanghaft                                            | Mantispa styriaca (Poda, 1761)                                                              |                                     |                                   |                                       | Mantispa styriaca – Larve        | NT        |
| weitere Bilder                              |                                                                 | Megalomus hirtus (Linnaeus, 1761)                                                           |                                     |                                   | Megalomus hirtus – Specimen           |                                  | LC        |
| weitere Bilder                              |                                                                 | Megalomus tortricoides Rambur, 1842                                                         |                                     |                                   |                                       |                                  | LC        |
| weitere Bilder                              | Brauner Taghaft                                                 | Micromus angulatus (Stephens, 1836)                                                         |                                     |                                   | Micromus angulatus – Specimen         |                                  | LC        |
|                                             |                                                                 | Micromus lanosus (Zelený, 1962)                                                             |                                     |                                   |                                       |                                  | LC        |
| weitere Bilder                              |                                                                 | Micromus paganus (Linnaeus, 1767)                                                           |                                     |                                   | Micromus paganus – Specimen           |                                  | LC        |
| weitere Bilder                              |                                                                 | Micromus variegatus (Fabricius, 1793)                                                       |                                     |                                   | Micromus variegatus – Specimen        |                                  | LC        |
| weitere Bilder                              | Fliegen-Taghaft                                                 | Psectra diptera (Burmeister, 1839)                                                          |                                     |                                   | Psectra diptera – Specimen            |                                  | VU        |
| weitere Bilder                              |                                                                 | Sympherobius elegans (Stephens, 1836)                                                       |                                     |                                   | Sympherobius elegans – Specimen       |                                  | LC        |
| weitere Bilder                              |                                                                 | Sympherobius fuscescens (Wallengren, 1863)                                                  |                                     |                                   | Sympherobius fuscescens – Specimen    |                                  | LC        |
| weitere Bilder                              |                                                                 | Sympherobius klapaleki Zelený, 1963                                                         |                                     |                                   |                                       |                                  | NT        |
|                                             |                                                                 | Sympherobius pellucidus (Walker, 1853)                                                      |                                     |                                   |                                       |                                  | NT        |
| weitere Bilder                              |                                                                 | Sympherobius pygmaeus (Rambur, 1842)                                                        |                                     |                                   | Sympherobius pygmaeus – Specimen      |                                  | LC        |
| weitere Bilder                              |                                                                 | Wesmaelius concinnus (Stephens, 1836)                                                       |                                     |                                   | Wesmaelius concinnus – Specimen       |                                  | LC        |
|                                             |                                                                 | Wesmaelius cunctatus (Ohm, 1967)                                                            |                                     |                                   |                                       |                                  | CR        |
| weitere Bilder                              |                                                                 | Wesmaelius fassnidgei (Killington, 1933)                                                    |                                     |                                   | Wesmaelius fassnidgei – Specimen      |                                  | LC        |
|                                             |                                                                 | Wesmaelius helveticus (H. Aspöck & U. Aspöck, 1964)                                         |                                     |                                   |                                       |                                  | CR        |
| weitere Bilder                              |                                                                 | Wesmaelius malladai (Navás, 1925)                                                           |                                     |                                   | Wesmaelius malladai – Specimen        |                                  | LC        |
| weitere Bilder                              |                                                                 | Wesmaelius mortoni (McLachlan, 1899)                                                        |                                     |                                   | Wesmaelius mortoni – Specimen         |                                  | LC        |
| weitere Bilder                              |                                                                 | Wesmaelius nervosus (Fabricius, 1793)                                                       |                                     |                                   | Wesmaelius nervosus – Specimen        |                                  | LC        |
| weitere Bilder                              |                                                                 | Wesmaelius quadrifasciatus (Reuter, 1894)                                                   |                                     |                                   | Wesmaelius quadrifasciatus – Specimen |                                  | LC        |
| weitere Bilder                              |                                                                 | Wesmaelius ravus (Withycombe, 1923)                                                         |                                     |                                   | Wesmaelius ravus – Specimen           |                                  | LC        |
| weitere Bilder                              |                                                                 | Wesmaelius subnebulosus (Stephens, 1836)                                                    |                                     |                                   | Wesmaelius subnebulosus – Specimen    |                                  | LC        |
|                                             |                                                                 | Wesmaelius tjederi (Kimmins, 1963)                                                          |                                     |                                   |                                       |                                  | LC        |

## Ordnung:Schnabelfliegen– Mecoptera
| Bild                                   | deutscher Name                        | wissenschaftlicher Name, Autor und Wikidata-Link | Weibchen                     | Männchen                     | Specimen | Larve | RL-Status |
| -------------------------------------- | ------------------------------------- | ------------------------------------------------ | ---------------------------- | ---------------------------- | -------- | ----- | --------- |
| Familie: Mückenhafte (Bittacidae)      |                                       |                                                  |                              |                              |          |       |           |
| weitere Bilder                         |                                       | Bittacus hageni Brauer, 1860                     |                              |                              |          |       | RE        |
| weitere Bilder                         | Italienischer Mückenhaft              | Bittacus italicus (Müller, 1766)                 |                              |                              |          |       | VU        |
| Familie: Winterhafte (Boreidae)        |                                       |                                                  |                              |                              |          |       |           |
| weitere Bilder                         | Winterhaft, Gletschergast, Schneefloh | Boreus hyemalis (Linnaeus, 1767)                 | Boreus hyemalis – Weibchen   | Boreus hyemalis – Männchen   |          |       | LC        |
| weitere Bilder                         |                                       | Boreus westwoodi Hagen, 1866                     | Boreus westwoodi – Weibchen  | Boreus westwoodi – Männchen  |          |       | LC        |
| Familie: Skorpionsfliegen (Panorpidae) |                                       |                                                  |                              |                              |          |       |           |
| weitere Bilder                         | Gebirgs-Skorpionsfliege               | Panorpa alpina Rambur, 1842                      |                              | Panorpa alpina – Männchen    |          |       | LC        |
| weitere Bilder                         |                                       | Panorpa cognata Rambur, 1842                     | Panorpa cognata – Weibchen   | Panorpa cognata – Männchen   |          |       | LC        |
| weitere Bilder                         | Gemeine Skorpionsfliege               | Panorpa communis Linnaeus, 1758                  | Panorpa communis – Weibchen  | Panorpa communis – Männchen  |          |       | LC        |
| weitere Bilder                         | Deutsche Skorpionsfliege              | Panorpa germanica Linnaeus, 1758                 | Panorpa germanica – Weibchen | Panorpa germanica – Männchen |          |       | LC        |
|                                        |                                       | Panorpa hybrida McLachlan, 1882                  |                              |                              |          |       | RE        |
| weitere Bilder                         | Gewöhnliche Skorpionsfliege           | Panorpa vulgaris Imhoff & Labram, 1845           | Panorpa vulgaris – Weibchen  | Panorpa vulgaris – Männchen  |          |       | CR        |